# Schizonycha manowensis
Schizonycha manowensis är en skalbaggsart som beskrevs av Moser 1914. Schizonycha manowensis ingår i släktet Schizonycha och familjen Melolonthidae. Inga underarter finns listade i Catalogue of Life.